# Анголска тънкотела мангуста
Анголска тънкотела мангуста (Galerella flavescens) е вид бозайник от семейство Мангустови (Herpestidae).

## Разпространение и местообитание
Разпространен е в Ангола и Намибия.